# Maroon (canção de Taylor Swift)
"Maroon" é uma canção da cantora e compositora norte-americana Taylor Swift, gravada para seu décimo álbum de estúdio Midnights (2022), lançado em 21 de outubro de 2022, pela Republic Records. Escrito e produzido por Swift e Jack Antonoff, "Maroon" descreve as memórias sombrias de um relacionamento antigo ambientado em Nova Iorque, com imagens de tons avermelhados como bordô e escarlate. Musicalmente, "Maroon" é uma balada que combina elementos dos gêneros dream pop, synthpop e trip hop, enquanto sua produção ambiente consiste em vocais em camadas reverberadas, batidas trap hipnóticas e uma guitarra elétrica oscilante criando uma nota sustentada ao longo da faixa.
"Maroon" recebeu críticas positivas da mídia especializada, com alguns críticos musicais elogiando sua produção e consideraram a letra evocativa, mas outros consideraram o tema e o som derivados. "Maroon" alcançou a quarta posição na Billboard Global 200, a terceira posição na Billboard Hot 100 dos Estados Unidos e ficou entre os dez primeiros na Austrália, Canadá, Malásia, Nova Zelândia e Filipinas. A música recebeu certificações na Austrália, Canadá e Reino Unido. Swift cantou "Maroon" ao vivo três vezes em concertos diferentes de sua sexta turnê The Eras Tour (2023—2024).

## Antecedentes
Em 28 de agosto de 2022, Swift anunciou seu décimo álbum de estúdio ao ganhar o prêmio de Vídeo do Ano no MTV Video Music Awards de 2022, com lançamento previsto para 21 de outubro de 2022. Mais tarde, ela revelou o nome do álbum, Midnights e a capa, mas a lista de faixas do álbum não foi revelada imediatamente. Seu colaborador de longa data, Jack Antonoff, que havia trabalhado com ela antes em seus cinco álbuns de estúdio desde 1989 (2014), foi revelado como um dos produtores de Midnights quando ela postou um vídeo em sua conta do Instagram em 6 de setembro de 2022, intitulado "The Making of Midnights".
Em 21 de setembro de 2022, exatamente um mês antes do lançamento de Midnights, ela anunciou uma série curta de treze episódios chamada "Midnights Mayhem with Me" através da plataforma de mídia social TikTok. O objetivo da série era anunciar o título de uma canção da álbum a cada episódio rolando uma gaiola de loteria contendo treze bolas de pingue-pongue numeradas de um a treze, cada bola representando uma faixa. No episódio cinco, Swift revelou "Maroon" em 30 de setembro de 2022 como faixa dois.

## Composição
A música foi escrita e produzida por Swift e Jack Antonoff. A produção de "Maroon" é um dream pop. É impulsionada por sintetizadores taciturnos e percussão leve que lembra seu single de 2014, "Blank Space". O instrumental da música apresenta padrões de bateria predefinidos e batidas de trap hipnóticas. Os vocais em camadas de Swift são apoiados por uma música eletrônica ambiente e guitarras monótonas. Jason Lipshutz da Billboard descreveu a produção como "nervosa", enquanto Rick Quinn do PopMatters a chamou de "temperamental".

## Recepção da crítica
Courteney Larossa e Callie Ahlgrim do Insider saudaram "Maroon" como um destaque. Lacrossa chama a canção de uma brincadeira "brilhante" com a teoria das cores de Swift sobre o amor, enquanto Ahlgrim afirma que é uma onda nostálgica "brilhante" de suas canções anteriores. O jornalista da Billboard, Jason Lipshutz, elogiou a composição de Swift na música, dizendo que "seu impacto não diminuiu nem um pouco". Jon Caramanica, do The New York Times, não ficou impressionado com a produção, dizendo que os vocais de Swift estão "empilhados a ponto de sufocar". Alexis Petridis, do The Guardian, chamou-a de "excelente", mas também comentou que é "uma das várias canções que você sente que pode surgir repentinamente em um refrão épico, mas nunca o faz". Megan LaPierre do Exclaim! e a ponte, mas sentiu o resto da música "nada assombrosa" em contraste.

## Desempenho comercial
"Maroon" estreou com 14.4 milhões de streams no Spotify em seu primeiro dia globalmente, tornando-se o terceiro maior dia de abertura de uma música na história da plataforma, atrás das próprias músicas de Swift. Ele alcançou várias paradas individuais, chegando ao top dez dos Estados Unidos (3), Austrália (4), Canadá (4), Filipinas (4), Malásia (5), Nova Zelândia (5), Cingapura (5), Grécia (9), e África do Sul (9). "Maroon" alcançou a quarta posição na Billboard Global 200.
Nos Estados Unidos, a canção estreou em terceiro lugar na Billboard Hot 100 com 37.6 milhões de streams, 2.900 downloads digitais vendidos e 471.000 airplays. A canção foi bloqueada por suas próprias canções, que são "Lavender Haze", a faixa de abertura de Midnights, e "Anti-Hero", o primeiro single do álbum e seu nono número um na parada. Swift e Midnights são o primeiro artista e álbum a ocupar todo o top dez das paradas Hot 100, Streaming Songs e Digital Songs simultaneamente.
No Canadá, "Maroon" estreou em quarto lugar na Canadian Hot 100, atrás de "Snow on the Beach" de Swift, "Lavender Haze" e "Anti-Hero".[21] Swift e Midnights se tornaram a primeira artista e álbum a ocupar todo o top dez da Canadian Hot 100.[30] A canção passou uma segunda semana entre as dez primeiras posições, no número oito.[31] Em 9 de novembro de 2022, a canção recebeu um certificado de ouro da Music Canada, vendendo 40.000 em streams e vendas.

## Tabelas musicais
| Tabelas musicas (2022)                | Melhor posição |
| ------------------------------------- | -------------- |
| Argentina (Argentina Hot 100)         | 100            |
| Austrália (ARIA)                      | 4              |
| Canadá (Canadian Hot 100)             | 4              |
| Croácia (Billboard)                   | 19             |
| Dinamarca (Tracklisten)               | 34             |
| França (SNEP)                         | 100            |
| Alemanha (Offizielle Deutsche Charts) | 96             |
| Mundo (Billboard Global 200)          | 4              |
| Grécia (IFPI)                         | 9              |
| Hong Kong (Billboard)                 | 22             |
| Hungria (Stream Top 40)               | 32             |
| Islândia (Plötutíðindi)               | 12             |
| Índia (IMI)                           | 13             |
| Luxemburgo (Billboard)                | 20             |
| Malásia (Billboard)                   | 7              |
| Malásia - International (RIM)         | 5              |
| Nova Zelândia (Recorded Music NZ)     | 5              |
| Noruega (VG-lista)                    | 30             |
| Filipinas (Billboard)                 | 4              |
| Portugal (AFP)                        | 11             |
| Singapura (RIAS)                      | 5              |
| África do Sul (Billboard)             | 9              |
| Espanha (PROMUSICAE)                  | 49             |
| Suécia (Sverigetopplistan)            | 26             |
| Suíca (Schweizer Hitparade)           | 21             |
| Reino Unido (Audio Streaming Chart)   | 6              |
| Estados Unidos (Billboard Hot 100)    | 3              |
| Vietnã (Vietnam Hot 100)              | 11             |

## Certificações
| Região                                                       | Certificação | Unidades/vendas |
| ------------------------------------------------------------ | ------------ | --------------- |
| Canadá (Music Canada)                                        | Ouro         | 40.000‡         |
| ‡vendas+valores de streaming baseados apenas na certificação |              |                 |